# Søren Peter Kristensen (modstandsmand)
 For alternative betydninger, se Søren Peter Kristensen. (Se også artikler, som begynder med Søren Peter Kristensen)
Søren Peter Kristensen (20. august 1887 – 29. juni 1944) var en dansk modstandsmand, der var en del af Hvidstengruppen under ledelse af Marius Fiil. Søren Peter Kristensen var karetmager, og han meldte sig til gruppen, der blev en af de mest betydningsfulde modtagere af våben og sprængstoffer, der blev nedkastet fra engelske fly.

## Liv og karriere
Søren Peter Kristensen var født den 20. august 1887 på Riis Mark i Ousted sogn, som søn af husmanden Johannes Kristensen og Karen Marie f. Nielsen. I marts 1920 gift med Agnes Kirstine Thomassen, parret slog sig i 1929 ned i Hvidsten, hvor Søren Peter Kristensen startede sin egen karetmagerforretning.
I marts 1943 var Søren Peter Kristensen en af dem som kom med i modtagelsesgruppen i Hvidsten, som var under ledelse af Marius Fiil. I Starten var opgaven at Søren Peter Kristensen fra sit karetmagerværksted skulle alarmere til Hvidsten kro hvis tyskerne var op vej, men den opgave vidste sig overflødig, derfor kom også Søren Peter Kristensen snart med ud for at modtage de nedkastede våben og sprængstoffer.
Sammen med resten af gruppen blev Søren Peter Kristensen arresteret af Gestapo den 11. marts 1944 og ført til Dagmarhus og Vestre Fængsel i København. Nyheden om anholdelsen blev bragt i De frie Danske en uge senere.
Sammen med Marius Fiil og seks andre fra gruppen blev han henrettet ved skydning 29. juni 1944.